# موتزکانه
موتزکانه (به ایتالیایی: Mozzecane) یک کومونه در ایتالیا است که در استان ورونا واقع شده‌است. موتزکانه ۲۴٫۷ کیلومتر مربع مساحت و ۵٬۶۱۱ نفر جمعیت دارد و ۴۷ متر بالاتر از سطح دریا واقع شده‌است.